# Мойтахеди, Мина
Мина́ Мойтахеди́ (англ. Mina Mojtahedi; род. 21 марта 1973, Тегеран) — финская кёрлингистка, участник сборной Финляндии по кёрлингу на колясках на зимних Паралимпийских играх 2014.

## Достижения
- Чемпионат мира по кёрлингу на колясках: бронза (2015).
- Чемпионат Финляндии по кёрлингу на колясках: серебро (2013)[1].
- Чемпионат Финляндии по кёрлингу на колясках среди смешанных пар: бронза (2020).

## Команды
| Сезон                                                                      | Четвёртый          | Третий           | Второй           | Первый         | Запасной       | Тренер       | Турниры             |
| -------------------------------------------------------------------------- | ------------------ | ---------------- | ---------------- | -------------- | -------------- | ------------ | ------------------- |
| 2012—13                                                                    | Веса Хеллман       | Seppo Pihnala    | Мина Мойтахеди   | Туомо Аарникка |                |              | ЧФК 2013            |
| 2012—13                                                                    | Маркку Карьялайнен | Веса Хеллман     | Сари Карьялайнен | Туомо Аарникка | Мина Мойтахеди | Оску Куутамо | ЧМК 2013 (8 место)  |
| 2013—14                                                                    | Маркку Карьялайнен | Сари Карьялайнен | Веса Хеллман     | Туомо Аарникка | Мина Мойтахеди | Оску Куутамо | ЗПИ 2014 (10 место) |
| 2014—15                                                                    | Маркку Карьялайнен | Сари Карьялайнен | Мина Мойтахеди   | Туомо Аарникка | Веса Леппянен  | Анне Малми   | ЧМК 2015            |
| Кёрлинг на колясках среди смешанных пар (wheelchair mixed doubles curling) |                    |                  |                  |                |                |              |                     |
| 2020—21                                                                    | Мина Мойтахеди     | Teemu Klasila    |                  |                |                | Iikko Säntti | ЧФКСП 2020          |

(скипы выделены полужирным шрифтом)

## Частная жизнь
Родилась и выросла в Иране. Её отец иранец, мать финка. Когда ей было 6 лет, их семья переехала из Ирана в Шотландию.
Закончила Хельсинкский университет, затем защитила докторскую диссертацию в Иллинойсском университете.
Начала заниматься кёрлингом на колясках в 2012 в возрасте 39 лет.
Ранее профессионально занималась баскетболом на колясках (выступала в США за команду Иллинойсского университета, затем в Германии за клуб RSV Lahn-Dill в 2010—2012), а также гонками на колясках (участвовала в Летних Паралимпийских играх 1996 за Финляндию, выступала в категории колясок T53 на дистанциях 100, 200, 800 метров, а также на марафоне).